# Tornado
 For alternative betydninger, se Tornado (flertydig). (Se også artikler, som begynder med Tornado)
En tornado er en voldsomt roterende luftsøjle (hvirvelvind), der er i kontakt med både jordens overflade og en cumulonimbussky eller i sjældne tilfælde bunden af en cumulussky. Tornadoer kommer i mange former og størrelser, og de er ofte (men ikke altid) synlige i form af en kondenstragt, der stammer fra bunden af en cumulonimbussky, med en sky af roterende affald og støv under sig. De fleste tornadoer har vindhastigheder på under 180 km/t, er omkring 80 meter i diameter og rejser flere kilometer, før de forsvinder. De mest ekstreme tornadoer kan opnå vindhastigheder på mere end 480 km/t, er mere end 3 kilometer i diameter og bliver på jorden i mere end 100 km. Større tornadoer er i stand til at anrette store ødelæggelser på sin vej.
Det sted hvor der dannes flest tornadoer i gennemsnit pr. år, er i det midtvestlige USA på The Great Plains. USA ser op til 1200 - 1224 tornadoer årligt. Tornadoerne forekommer her mest i staterne Nebraska, Oklahoma, Kansas og Texas. Disse fire stater udgør også den såkaldte "Tornado Alley". Højsæsonen for tornadoerne er fra marts til starten af juni, hvor maj er den måned, hvori der opstår flest.
Den største tornado registreret er El Reno tornadoen, der den 31 Maj 2013 i 40 minutter forårsagede død og ødelæggelse i en bredde på op til 4160 meter, med lokale vindhastigheder på over 474 km/t målt med mobile radarer, her iblandt "Doppler On Wheels". El Reno tornadoen medførte skader, der kategoriserede den som en EF3 tornado. En mindre erfaren stormspotter og 3 erfarne døde. De 3 erfarne var del af projektet "Twistex".

## Etymologi
Ordet tornado kommer fra det spanske tronada (betyder 'tordenvejr', perfektum participium af tronar 'at tordne', der igen stammer fra det latinske tonāre 'at tordne').

## En tornado sammenlignet med andre hvirvelvinde
Tornado, skypumpe, og støvhvirvel skal ikke forveksles, selvom alle tre fænomener har en roterende, synlig luftsøjle. De opstår under forskellige forhold og opfører sig ikke på samme måde. Skypumpen dannes nedefra og op, mens tornadoen dannes fra skyen og ned.
Skypumper dannes hvor luft kan rotere samtidigt med at den rejser sig, i forbindelse med at bygeskyer opstår. Tornadoer dannes under roterende fuldt udviklede cumulonimbusskyer (bygeskyer), hvor de fra underkanten af skyen, i det som kaldes sky-vægen, strækker sig fra skyen og ned til jorden. I USA hedder skypumpen en landspout eller waterspout, alt efter om den opstår over hhv land eller vand. En skypumpe er svær at se med en radar, da den ikke stammer fra en mesocyklon (supercelle, stor bygesky).
Orkaner er også stærke vinde, men de er langsommere end de voldsomste tornadoer, og er langt større og længerevarende. Der er tale om to vidt forskellige vejrsystemer. Dog kan det ske, at der i det lavtryk som orkanen består af, kan dannes kraftige skypumper eller sågar tornadoer. Orkaner kan ses fra rummet via et satellitbillede, mens tornadoer ikke kan ses fra den afstand. Dels er tornadoer små i denne sammenhæng og dels skygger toppen af skyen for udsigten ovenfra.

## Karakterisering
Tornadoer er kendetegnet ved de voldsomme vinde, de genererer. Tornadoer kan være på jorden lige fra få sekunder til flere timer. Disse lokale vejrfænomener ved man endnu ikke nok om til at meteorologer præcist kan forudsige hvor de vil opstå. Dette har stor betydning særligt i "Tornado Alley", hvor der findes et varslingscenter i Oklahoma City, "Storm Prediction Center/National Weather Service", hvorfra man observerer skyernes rotation og gang - og udløser varslingssirener, hvis der er kraftig aktivitet i en tordensky. Tornadoalarm (sirene, radio og tv melding) udløses gennemsnitligt 13 minutter før tornadoen når jorden.
En sky der danner tornadoer er en cumulonimbussky (bygesky) og den kan blive op til 15.000 meter høj og dermed nå helt op til tropopausen.
En tornado kan have mange farver, alt efter hvad den suger op i sin hvirvel, og hvordan den rammes af sollyset. Hvis en tornado er omringet af kraftig regn, kan den være stort set umulig at se, så hvert år er der tilfælde, hvor personer havner i en tornado, uden at vide det før de rammes af de voldsomme vinde.
En tornados diameter er typisk omkring 50 meter, men den kan blive flere kilometer bred. Den kan strække sig langt op gennem skyen, så tornadoer er flere kilometer høje. Det meget lave lufttryk inde i tornadoen skaber ekstremt kraftige vinde, og den 3. maj 1999 i Oklahoma City, i forbindelse med en yderst forbløffende tornado, registrerede en radar vindhastigheder på helt op til 512 km/t. Det var den hidtil hurtigste vind målt på Jorden, og tornadoen, der skabte de kraftige vinde, blev op til 1,6 km i diameter. Det gør tornadoen til den hurtigste vejrskabte vind på Jorden.

## Dannelse
Når en kraftig vind højt oppe i atmosfæren møder en svag vind ved overfladen, kan luften begynde at rotere om en vandret akse. Hvis det sker inde i en tordenbyge, skubber den opstigende varme luft i tordenbygen det roterende rør af luft op i lodret position.
Kombinationen af den opstigende og roterende bevægelse danner en meget stor søjle med turbulent luft. Hvis luften er fugtig nok til at den fortættes, frigøres der energi, så hvirvlen forstærkes, bliver synlig, og strækker sig nedad, indtil den når Jorden, hvor den så endelig kan blive til en tornado. Mange detaljer i processen er uklare.

## Klassificering
Tornadoer bliver klassificeret via skader som tornadoen har lavet på bygninger og landskab i form af skadeindikatorer der er kaldt for "Degree of damage & damage indicator" (DOD-DI). Skaderne er et mål for tornadoen's vindhastighed. Tornadoer inddeles i kategorier, efter hvor stor vindstyrke de har. Til dette formål benyttedes tidligere Fujitaskalaen, men efter 2007 den Forbedrede Fujita skala. I Europa bruger man den Internationale Fujita Skala, som blev udgivet den 1 august, 2023. Før hen brugte man ofte den gamle Fujita skala & TORRO-tornadoskalaen da Europa har nogle andre standarder for byggeri og anlæg end USA.

### Internationale Fujita skala
| IF0   | IF0.5 | IF1   | IF1.5 | IF2       | IF2.5  | IF3    | IF4     | IF5     |
| ----- | ----- | ----- | ----- | --------- | ------ | ------ | ------- | ------- |
| Svage | Svage | Svage | Svage | Stærke    | Stærke | Stærke | Voldsom | Voldsom |
|       |       |       |       | Væsentlig |        |        |         |         |
|       |       |       |       |           |        | Intens |         |         |

I Europa bruger man den Internationale Fujita skala (kort IF-skala), som blev udgivet den 1 august, 2023.
Den første og anden udgave af IF-skalaen blev udgivet i 2018 og i maj 2023.

### Forbedret Fujita skala
Tornadoers styrke bliver betegnet efter den forbedrede Fujita tornadoskala ud fra hvilke skader vinden medfører. EF0 er små skader og EF5 er voldsomme skader. (EF = Enhanced Fujita) Det betyder at en tornado med vinde på 300 km/t der bevæger sig over en flad slette, kan blive kategoriseres som EF0 hvor imod en tornado med 300 km/t vinde der lægger sin rute gennem en by kan blive kategoriseret som EF4.
Danske tornadoer eller skypumper er som regel EF0 eller EF1.

### Fujitas tornadoskala (anvendt før 2007)
Til formål for studier, såsom "Tornado Klimatologi", så bliver Fujita skalaen opdelt i grupper.
Tornadoer bliver klassificeret via skader som tornadoen har lavet på bygninger og landskab i form af skade indikatorer der er kaldt for "Degree of damage & damage indicator" (DOD-DI). Skaderne er et mål for tornadoen's vindhastighed. Tornadoer deles ind i seks kategorier, efter hvor stor vindstyrke de har. Til dette formål benyttedes tidligere Fujitaskalaen, men efter 2007 den Forbedrede Fujita skala. I Europa bruger man den Internationale Fujita Skala, som blev udgivet den 1 august, 2023. Før hen brugte man ofte den gamle Fujita skala & TORRO-tornadoskalaen da Europa har nogle andre standarder for byggeri og anlæg end USA. Da den første og anden udgave af IF skalaen blev udgivet i 2018 og i maj 2023, brugte man dem.

## Tornadoer i Danmark
Skypumper og tornadoer er et relativt sjældent observeret vejrfænomen i Danmark, men der optræder sandsynligvis skypumper hvert år. Der findes ingen statistik om, hvor de dannes eller hvor hyppigt, men de fleste skypumper i Danmark dannes formodentlig over vand i sommerhalvåret. Hvis man kigger nøje på hvor mange af de hvirvelvinde der opstår i Danmark rent faktisk er skypumper, vil vi formodentlig opdage at ægte tornadoer som opstår oppefra og ned fra en roterende fuldt udviklet cumulonimbus sky, er få til ikke eksisterende.
Et typisk eksempel kunne være en vejrsituation i Østersøen i august med en kold luftmasse højt over det sommervarme havvand. I fem kilometers højde kan temperaturen på denne årstid sagtens ligge under -20 °C og vandtemperaturen omkring 20 °C. En sådan temperaturforskel giver en meget ustabil atmosfære med ofte meget voldsom skydannelse til følge. Vinden er gerne ret svag bortset fra lokale kraftigere vinde omkring bygeskyerne. Det er disse vinde der konvergerer mod hinanden og lægger kimen til skypumpen.
Den kraftigste der er observeret i Danmark, optrådte den 6 september, 1882 ved Kattrup, nord for Horsens. 6 Bindingsværkshuse blev knust, og jord blev oprevet på markerne i dybe furer. Tornadoen blev klassificeret som en F4 tornado, og havde et spor på 32.3 kilometer fra Gødvad, til Kattrup. En anden kraftig tornado ramte landsbyen Hostrup øst for Ho Bugt den 24. november 1928. Et stuehus blev jævnet med jorden, og Hostrup forsamlingshus blev delvist knust. Den ramte derefter Alslev og Hyllerslev hvor blandt andet en mølle blev lagt ned. Den havde et spor på 6.8 kilometer og blev klassificeret som en F4 tornado. Den 11. februar 1962, opstod der en tornado over land nordvest for Holstebro hvor ca. 100 bygninger blev beskadiget, nogle voldsomt beskadiget. 500 træer blev knækket eller revet op med rødder i en plantage, og bygningsmaterialer blev transporteret over en strækning på 13 kilometer. Det europæiske stormlaboratorium (ESSL) klassificerede Holstebro-tornadoen som en F3/T7 tornado, tredjehøjeste på Fujita skalaen & fjerdehøjeste på TORRO skalaen. 
Billeder viser tage revet af, boligblokke voldsomt beskadiget, og bygninger delvist kollapset. En anden med samme styrke ramte Fårvang, året efter; over 20 bygninger blev beskadiget, herunder en skole. Der var særligt mange beretninger om skypumper i Danmark i somrene 1999 og 2002.

### Liste over kraftige tornadoer i Danmark
Kraftige tornadoer defineres som en tornado med en intensitet på F2/EF2/IF2 eller kraftigere. Stærke tornadoer er forholdsvis sjældne; mindre end 20% af alle tornadoer bliver klassificeret som F2/EF2/IF2 eller kraftigere. Danmark ser stærke tornadoer af og til. Listen er baseret på ESWD-data fra ESSL og deres partnere. Fujita-skalaen & TORRO skalaen blev brugt af ESSL frem til august 2023, hvor de skiftede til den internationale Fujita-skala.
| T#/F#/IF# | Lokation          | Dato                        | Infobox |
| --------- | ----------------- | --------------------------- | --- |
| T8/F4     | Grimstrup         | Juli, 1739                  | To gårde blev blæst ned, her iblandt blev et 18 meter langt stuehus blæst ned. En hestevogn og marker fik voldsomme skader i dens 8 km lange spor fra Grimstrup til Jyllerup. |
| F2        | Rødding           | År 1826                     | Træer blev revet op med rødder og slynget højt i luften. Stråtag på en gård blev blæst af og 3 fag på en lade blev blæst ind. En mand omkom, da han arbejdede inde i laden. |
| F4        | Haderup           | 16 Juli, 1882               | Mange huse væltede i dens 16 km lange spor fra Haderup til Feldingbjerg. |
| F4        | Gødvad            | 6 September, 1882           | Bindingsværkshuse blev knust og jorden blev revet op i dybe furer i dens 32.2 km lange spor. |
| T6/F3     | Esbjerg           | 5 September, 1891           | Et teglværk blev næsten blæst helt ned og mange tagsten blev blæst af 2 andre bygninger. |
| F3        | Østervrå          | 9 September, 1924           | Flere huse blev delvist knust og en gård blev jævnet med jorden. En lade væltede og en gris mistede livet. En cementmur omkring møddingen, ca. 10 tommer bred og 1 alen høj blev også væltet og taget fra laden blev kastet 2-300 meter ned af en mark. ESSL bemærker at den kunne have ramt F4 intensitet. 5 personer kom til skade.                                                                |
| T8/F4     | Hostrup           | 24 November, 1928           | Voldsomme skader blev observeret. Hostrup forsamlingshus blev delvist knust, et stuehus blev jævnet med jorden med kun et par ydervægge tilbage. 3 personer blev fundet under murbrokkerne, men døde ikke. En Ajlepumpe var flået op af jorden og kastet 10 meter. Andre bygninger fik revner, stråtage blev blæst af og lader væltede i dens 6.8 km lange spor fra Hostrup og Aslev til Hyllerslev. |
| F2        | Kalundborg        | 11 Februar, 1934            | ESSL klassicerede den som en F2 tornado. |
| T4/F2     | Bjerndrup         | År 1938                     | Omrking halvdelen af taget på en lade blev blæst nogle hundrede meter væk, en bil blev slynget over en hæk, og nogle frugttræer blev revet op med rødder. En person kom til skade. |
| F2        | Strandby          | 13 September, 1948          | Taget på et stuehus blev blæst væk i Strandby, Assens kommune. |
| F2        | Varde Kommune     | Ukendt, men er sat til 1950 | Stråtag blæste væk. Tornadoen skete mellem 1930 og 1969, men er sat til 1950. Præcis lokation og tidspunkt er ukendt. |
| F2        | Have-Borup        | 13 Marts, 1950              | Taget på et stuehus blev blæst af. |
| F2        | Benløse           | 9 September, 1950           | Taget på et stuehus blev ødelagt. |
| F2        | Hejls             | 16 Maj, 1953                | Træer blev revet op med rødder, knækkede, eller mistede dele af dens grene. Flere tage blev blæst af og et hønsehus var suget op og fundet 2.8 til 3 kilometer væk i Storebælt. ESSL bemærker at den kan have ramt F3 intensitet. Tornadoen tog et 2.7 kilometer langt spor. |
| F2        | Tiset             | 31 August, 1953             | Et hus mistede taget og en nybygget stald blev knust. En Tærskemaskine blev slynget rundt på nogle marker. |
| F2        | Varmark           | År 1954                     | En lade blev knust. |
| T4/F2     | Nørremark         | 6 September, 1954           | En bil blev slynget rundt. |
| IF2       | Østerby           | År 1955                     | Nogle ældre udebygninger blev væltet. |
| T5/F2     | Kolding           | 9 September, 1955           | En bil blev slynget 20 meter ind i en have. |
| F2        | Svallerup         | 28 Maj, 1959                | En gård mistede taget. |
| T7/F3     | Holstebro         | 11 Februar, 1962            | I dens 13 kilometer lange og 500 meter brede spor jævnede den huse med jorden, kastede en beboelsesvogn op i luften og væltede flere hundrede træer i en plantage. En boligblok fik taget revet af og dele af tredjesalen væltet. ESSL bemærker at den skadeindikator kan have ramt Low-end F4/T8 intensitet. En betonlade var jævnet med jorden med kun 2 ydervægge tilbage.                        |
| F2        | Bedsted           | 16 Februar, 1962            | Et stuehus mistede taget og et andet hus fik revner i væggen og blev evakueret. |
| T7/F3     | Fårvang           | 27 August, 1963             | Mere end 20 huse blev beskadiget, hvoraf nogle blev jævnet med jorden. Intense skader blev blandt andet fundet på skolen i Fårvang. ESSL bemærker at den kan have ramt F4 intensitet. |
| F2        | Jerslev           | Vinter, 1965/1966           | Et maskinhus blev suget op. 1 person kom til skade. |
| F2        | Esbjerg           | 1 August, 1966              | Flere hustage blæste af. |
| IF2.5     | Alslev            | Ukendt dato, 1967           | En stald kollapset. |
| IF2.5     | Fårup             | 29 Juli, 1973               | En stald der var sat sammen med stuehuset kollapsede og 2 andre stalde blev knust. En traktortrailer blev kastet og udendørs møbler blev kastet over stuehuset. |
| F2        | Lemvig            | 12 Oktober, 1981            | En stald kollapset. |
| F2        | Silkeborg Kommune | 12 September, 1983          | Huse mistede taget, biler blev løftet flere meter i luften og træer knækkede. |
| F2        | Humlebæk          | 18 Maj, 1991                | ESSL bekræftet en F2 tornado. Der er ikke givet yderligere detaljer. |
| F2        | Nørager           | 31 August, 1998             | Tog et 4 kilometer langt og 500 meter bredt spor. |
| IF2       | Vissing           | 15 September, 2010          | Huse blev beskadiget, træer væltede og en campingvogn blev kastet 20 meter, hvilket resulterede i en IF2 rating. |
| IF2       | Olde              | 23 Juni, 2016               | Meget kraftig tornado rev taget af huse, hvor der blandt andet er meldinger om et hus der braste sammen. ESSL bemærker at den med stor sandsynlighed var meget kraftigere i IF3 styrke eller kraftigere, men da der ikke er meget information omkring huset der braste sammen, kunne man ikke give huset en skadeindikator.                                                                          |
| F2/T4     | Åbenrå            | 14 Juni, 2019               | Et par biler blev slynget rundt ved hospitalet i Åbenrå. |
| F2/T4     | Albertslund       | 25 September, 2020          | Huse blev beskadiget, herunder to skoler, træer væltede eller knækkede i dens 4.4 kilometer lange og 220 meter brede spor. Den fik en low-end F2 rating pga. den knækkede nogle store træer. |
| IF2       | Grønhøj strand    | 19 September, 2023          | Flere campingvogne væltede på en campingplads og et nyt skur af træ blev blæst næsten helt af fundamentet. En beboelsesvogn blev slynget 20 meter, hvilket resulterede i en IF2 rating. Den tog et 1.22 kilometer langt og 140 meter bredt spor igennem sommerhusområdet ved Grønhøj. |